# ウィリー・ロニ
ウィリー・ロニ（Willy Ronis, 1910年8月14日-2009年9月12日）は、フランスの写真家。「ウイリー・ロニ」と記載されることもあり、さらに「ウィリー・ロニス（ウイリー・ロニス）」と英語風に表記されることもある。

## 来歴
ロニはパリに生まれた。父はオデッサからのユダヤ人難民であり、また母もリトアニアからのユダヤ人難民だった
1930年代後半から写真家として活躍。パリの風景写真・都市写真を多く撮影する。ライフ (雑誌)でも活動。ヴェニス・ビエンナーレ金賞（1957年）など受賞多数。写真制作のみならず、複数の大学で写真教育にも携わった。
日本における知名度の低さに比べ、本国フランスでの知名度は高い。パリ市庁舎（Hôtel de Ville (Salon Saint-Jean））では、2006年前半に展覧会が催され、これは、2006年後半のロベール・ドアノーに先んじており、フランスにおいてそれだけの名声を勝ち得ていることを示している。

## 海外での展覧会
- 「5人のフランスの写真家（Five French Photographers）」展（1951年、ニューヨーク近代美術館）エドワード・スタイケンによる企画
  - 他の4人は、イジス、アンリ・カルティエ＝ブレッソン、ブラッサイ、ロベール・ドアノー
- フランス国立写真センター（Centre National de la Photographie）パレドトーキョーでの回顧展（1985年）

## 日本での展覧会
- 写真のエコール・ド・パリ（1991年～1992年）
  - 目黒区美術館、三重県立美術館、北海道立近代美術館、河口湖美術館、静岡県立美術館、ひろしま美術館を巡回
  - ツァイト・フォト・サロンが企画協力・作品貸与
  - ロニの作品は2点（1938年の「マルセイユ」と1939年の「リュクサンブール公園」）
- パリの自由、ロニスの百景　ウィリー・ロニス展（2000年）
  - 何必館京都現代美術（HP）

## 書籍
- ウィリー・ロニ1934-1987（トレヴィル、1992年）
- 〈パリ写真〉の世紀（今橋映子、白水社、2003年）